# Tetraleurodes pseudacaciae
Tetraleurodes pseudacaciae is een halfvleugelig insect uit de familie witte vliegen (Aleyrodidae), onderfamilie Aleyrodinae.
De wetenschappelijke naam van deze soort is voor het eerst geldig gepubliceerd door Nakahara in 1995.